# 압둘 카디르 (축구 선수)
압둘 카디르(인도네시아어: Abdul Kadir, 1948년 12월 27일 ~ 2003년 4월 4일)는 인도네시아의 은퇴한 축구 선수 및 축구 감독으로, 선수 시절 공격수로 활약하였다. 과거 그는 민첩한 볼 컨트롤 능력으로 "쥐사슴" (인도네시아어: kancil) 이라는 별명을 얻었다.
그는 인도네시아의 역대 최다 출전 기록과 최다 득점 기록을 모두 보유하고 있다. 2021년 12월, 카디르는 국가대표팀에서 총 105번의 A매치 출전이 확인되어 인도네시아 축구 선수 중에서 유일하게 FIFA 센추리 클럽에 가입한 선수가 되었다.

## 같이 보기
- A매치 100경기 이상 출전한 축구 선수 명단